# Il mercato del sabato
Il Mercato del Sabato, sottotitolo Settimanale  economico  della  famiglia  italiana.  Spendere  meno,  guadagnare  di più,  investire  e  vivere  meglio, è stato un programma televisivo italiano settimanale di economia e di problemi del cittadino, in onda su Rai 1 dal 1985 al 1993 con la conduzione di Luisa Rivelli. Fu una dei primi rotocalchi della televisione pubblica del day-time mattutino.

## Storia
La data del debutto è il 2 marzo del 1985 per concludersi dopo otto edizioni con la stagione televisiva 1992-1993. Trasmesso in diretta dallo studio TV2 della sede Rai di Napoli, in onda tutti i sabati su Rai 1, dalle 11.00 alle 12.30 di mattina, il format si richiamava a una serie di trasmissioni pioneristiche ideate dalla stessa Rivelli a partire dal 1970, come Io compro, tu compri, Filo diretto: dalla parte del consumatore, Filo diretto: dalla parte del cittadino, I problemi del Sig. Rossi. Parallelamente al Mercato del Sabato, nel 1987 Luisa Rivelli condusse per un certo periodo un altro programma dal titolo La corsa al risparmio, poi assorbito come titolo di una rubrica del rotocalco del sabato mattina.
Appuntamento consolidato di larga popolarità e precursore di numerosi contenitori televisivi dei decenni successivi (da Verde mattina a Occhio alla spesa, da Vivere meglio a Mi manda Raitre), Il Mercato del Sabato era un programma di servizio rivolto ai consumatori e alla difesa dei loro diritti al cospetto della legge (vedi Il Signor Rossi arrabbiato), rubriche dedicate all'economia e alla finanza (compresa la Hit parade della Borsa), alla salute e al benessere, ai giochi in studio (La lira d'oro, Giocarredo). Tra i consulenti economici, Mario Salvatorelli (1920-1997), firma del giornalismo italiano.
Fu inoltre luogo di confronto fra domanda e offerta di beni e servizi - dai generi alimentari ai prodotti industriali, dal lavoro al risparmio, dalla casa alle assicurazioni -, seguendo lo slogan coniato da Luisa Rivelli di volere consigliare « come spendere meno, investire meglio e guadagnare di più ».
Cornice di  Mercato del Sabato erano le quattro (poi divenute sei) cabine redazionali o « dell'offerta » - simili a quelle utilizzate a Portobello, La vecchia fattoria, Elisir, Tutta salute - dove l’esperto di turno in un determinato campo, si metteva a disposizione dei telespettatori, che potevano contattarlo telefonicamente, per tutta la durata della trasmissione (e per un'ora dopo la fine della stessa).
Autore ed interprete della canzone Questo Sabato, ultima sigla del programma, fu il musicista e cantante Agostino Penna, al suo esordio in TV da solista degli spazi musicali (1991).